# Balsapuerto
Balsapuerto es una localidad peruana, capital del distrito de Balsapuerto, ubicado en la provincia de Alto Amazonas en el departamento de Loreto.

## Descripción
Balsapuerto está habitado por el pueblo chayahuita, siendo su bastión principal. El gobierno peruano tiene proyectado construir una autopista vial que conecta al pueblo con las ciudades de Yurimaguas y Moyobamba.
En lo cultural, Balsapuerto es rico en presencia arqueológica prehispánica, siendo el principal los petroglifos de Cumpanamá. El gobernador de Loreto Fernando Meléndez, llegó a expresar que Balsapuerto es el «Machu Picchu de Loreto».